# Kanton Reichshoffen
Reichshoffen is een kanton van het Franse departement Bas-Rhin. Het kanton maakt deel uit van het arrondissement Haguenau-Wissembourg en de hoofdplaats is Reichshoffen.
Het kanton werd 22 maart 2015 samengesteld met de gemeenten Niedermodern en Pfaffenhoffen van het kanton Bouxwiller in het arrondissement Saverne, de gemeenten Kutzenhausen, Lobsann en Merkwiller-Pechelbronn van het kanton Soultz-sous-Forêts, de gemeenten Lembach, Niedersteinbach en Obersteinbach en Wingen van het kanton Wissembourg en de gemeenten van de op die dag opgeheven kantons Niederbronn-les-Bains en Wœrth.

## Gemeenten
Het kanton omvatte bij zijn oprichting 45 gemeenten.

Op 1 januari 2016 werden de gemeenten Pfaffenhoffen, La Walck en Uberach samengevoegd tot de fusiegemeente (commune nouvelle) Val de Moder.

Op 1 januari 2019 werd daar nog de gemeente Ringeldorf uit het kanton Bouxwiller aan toegevoegd, waarbij de spelling werd gewijzigd naar Val-de-Moder.
Sindsdien omvat het kanton de volgende gemeenten:
- Biblisheim
- Bitschhoffen
- Dambach
- Dieffenbach-lès-Wœrth
- Durrenbach
- Engwiller
- Eschbach
- Forstheim
- Frœschwiller
- Gumbrechtshoffen
- Gundershoffen
- Gunstett
- Gœrsdorf
- Hegeney
- Kindwiller
- Kutzenhausen
- Lampertsloch
- Langensoultzbach
- Laubach
- Lembach
- Merkwiller-Pechelbronn
- Mertzwiller
- Mietesheim
- Morsbronn-les-Bains
- Niederbronn-les-Bains
- Niedermodern
- Niedersteinbach
- Oberbronn
- Oberdorf-Spachbach
- Obersteinbach
- Offwiller
- Preuschdorf
- Reichshoffen
- Rothbach
- Uhrwiller
- Uttenhoffen
- Val-de-Moder ( deels : zonder Ringeldorf )
- Walbourg
- Windstein
- Wingen
- Wœrth
- Zinswiller